# S.A.R.A.

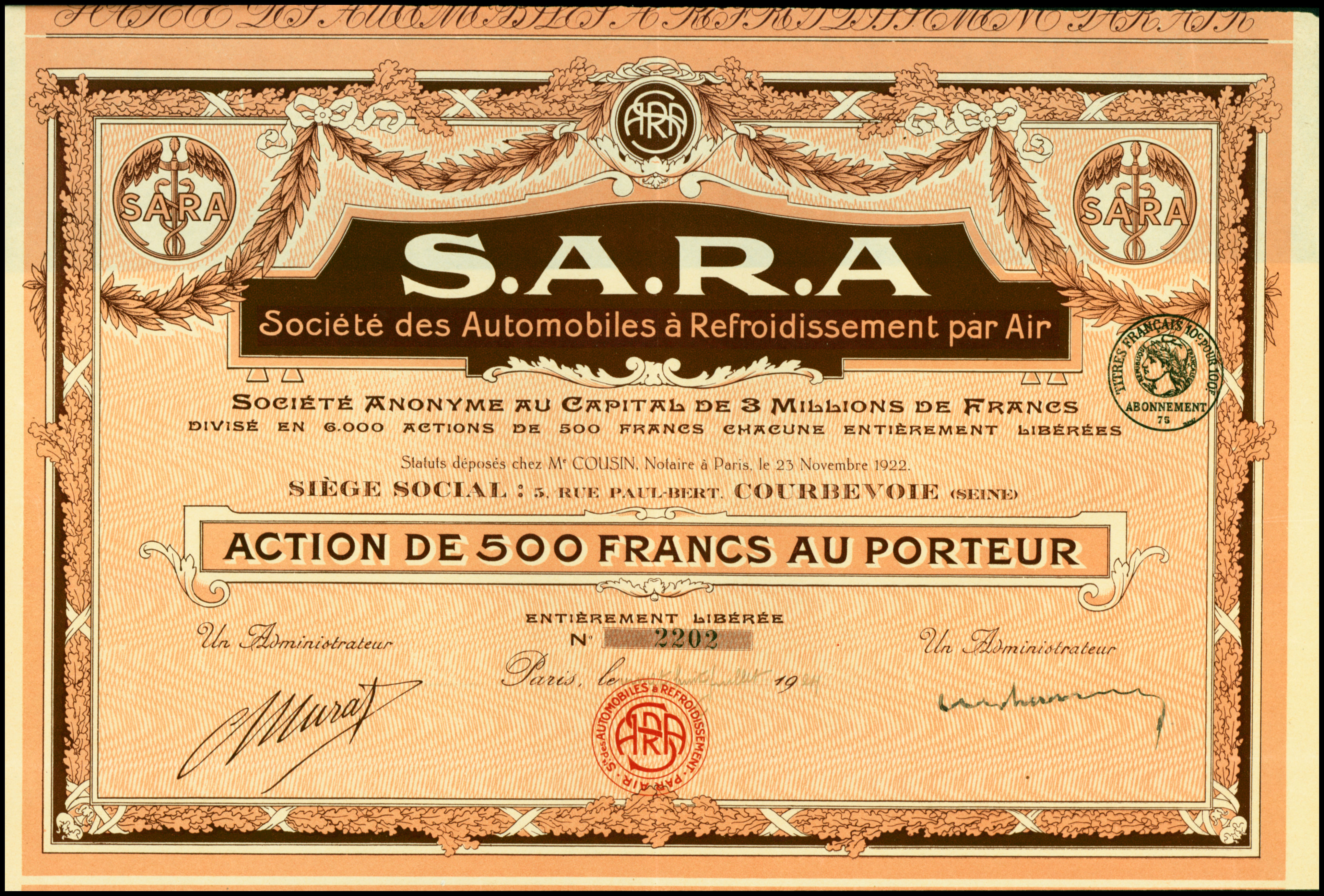
Aktie über 500 Francs der Société des Automobiles à Refroidissement par Air vom 28. Juli 1924

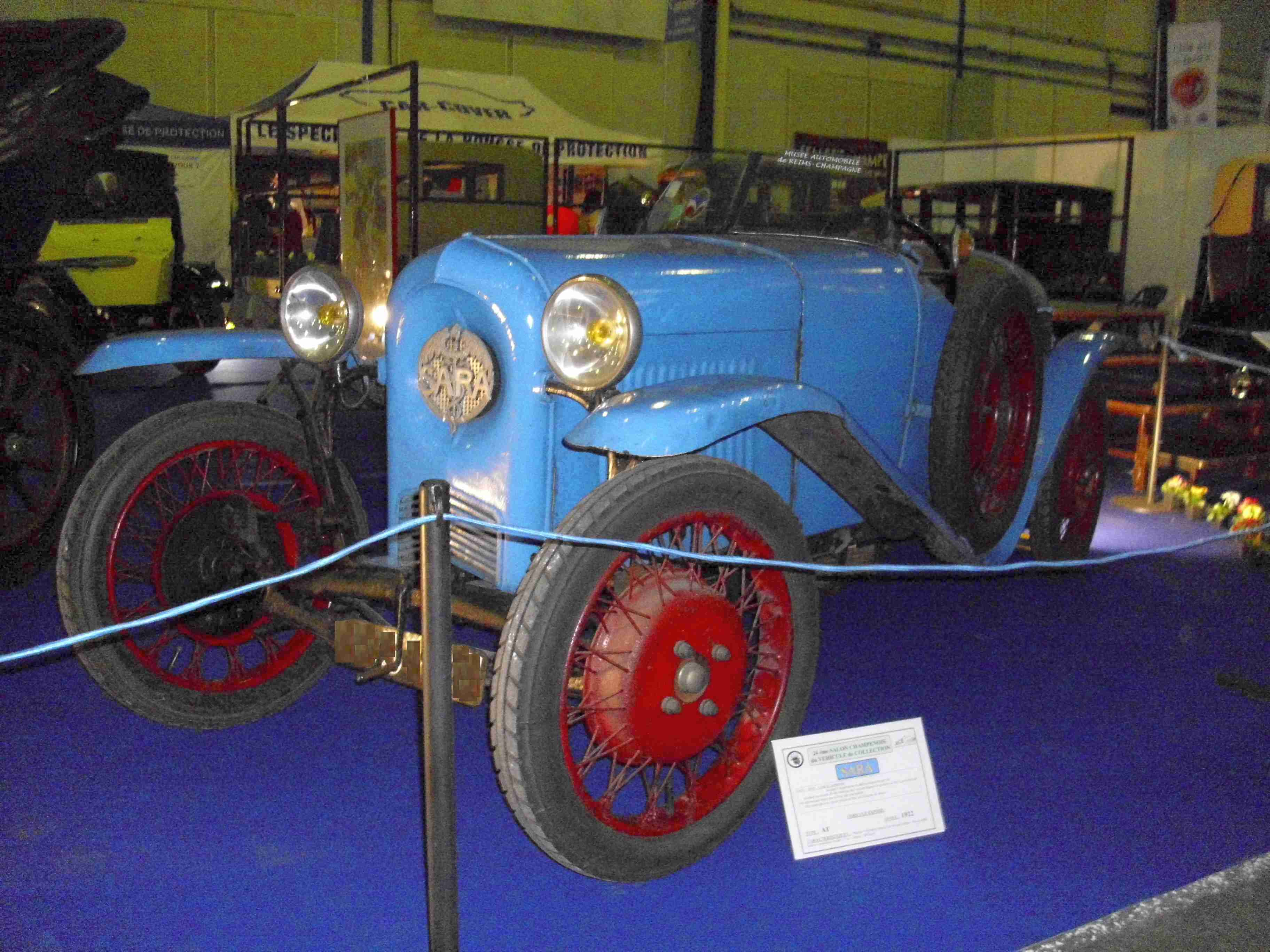
S.A.R.A. von 1922

Die Société des Automobiles à Refroidissement par Air war ein französischer Hersteller von Automobilen.

## Unternehmensgeschichte
Das Unternehmen aus Courbevoie begann 1923 mit der Produktion von Automobilen. Der Markenname lautete SARA. 1930 endete die Produktion, nachdem sie noch kurzzeitig bei Chapuis-Dornier fortgeführt worden war.
Scotsman aus Edinburgh produzierte ab 1929 das Sechszylindermodell in Lizenz.

## Fahrzeuge
Im Angebot standen Fahrzeuge mit luftgekühlten Motoren.
Anfangs gab es leichte Zweisitzer, deren Motoren 1099 cm³ Hubraum (Bohrung × Hub 62 × 91 mm) aufwiesen. Der Motor leistete 20 PS bei 2500 1/min. Der Radstand betrug 2,50 m oder 2,85 m. Ab 1925 gab es dieses Fahrzeug auch als Viersitzer. Die Höchstgeschwindigkeit lag bei 100 km/h.
1927 erschien ein Sechszylindermodell mit 1806 cm³ Hubraum (Bohrung × Hub 62 × 91 mm).
Beide Typen wurden auch regelmäßig bei Autorennen wie den 24-Stunden-Rennen von Le Mans eingesetzt.